# Porno duro

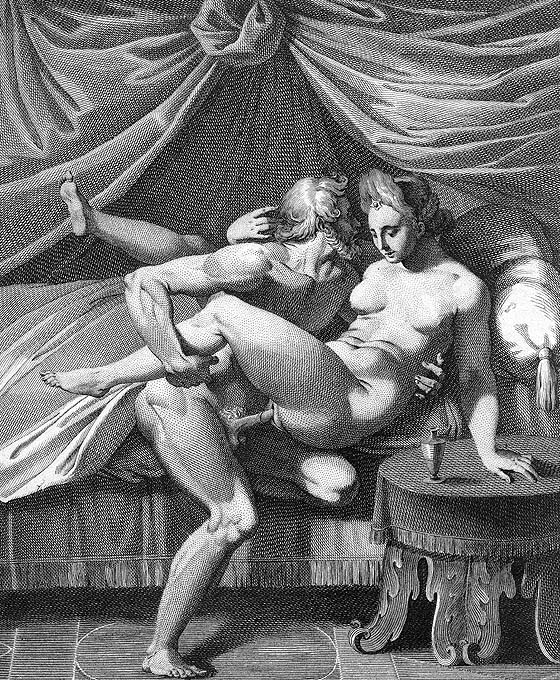
Júpiter y Juno, de Agostino Carracci, es un grabado del que representa con detalle un acto sexual divino. Muestra penetración vaginal, común en la pornografía dura.

El porno duro (en inglés: hardcore porn) es un género pornográfico en el que se muestran escenas de actos sexuales explícitos tales como el sexo anal, sexo vaginal, felaciones, cunnilingus, anilingus, fisting, eyaculaciones, gangbangs y sexo grupal. Este género, como todos los géneros de cine pornográfico, está destinado exclusivamente para un público adulto.

## Historia
El término fue acuñado en la segunda mitad del siglo XX para distinguirla de la pornografía softcore o «porno suave», que usa mayoritariamente el sexo simulado y restringe las opciones de representaciones de actividades sexuales. Por lo general, se ofrece en forma de fotografía o material fílmico, aunque también es muy popular mediante dibujos animados. Si bien el canal principal de comercialización durante décadas fueron las revistas, entre las décadas de los años 1970 y 1990 se masificó su consumo gracias a la enorme difusión de las videograbadoras y, posteriormente, se ha distribuido ampliamente a través de Portales de Internet.

## Variantes
Hay muchas variantes dentro de la pornografía, siendo algunas más suaves y otras muy extremas, pero siempre incluye penetración explícita y/o prácticas y actos sexuales gráficos y directos. 
La pornografía dura da cabida a cualquier tipo de práctica sexual, siempre y cuando cumpla los requisitos anteriores, por lo que es posible ver todo tipo de prácticas dentro de este género. Lo más habitual en la pornografía dura es la práctica del sexo heterosexual, aunque también es muy habitual ver la práctica del sexo lésbico, homosexual, tríos o sexo en grupo (ver orgía).  
Algunos de los subgéneros que pertenecen al género duro son el gonzo, feature, fetichismo y sadomasoquismo, entre muchos otros. La pornografía dura es la más comúnmente conocida y notablemente la más consumida del mercado.[cita requerida]